# Rafael García Serrano Berro
Rafael García Serrano Berro también conocido como Rafael García de Serrano Berro (Jaén, 1941) es un arqueólogo español. Doctor en Filosofía y Letras por la Universidad de Granada, y miembro del Cuerpo Facultativo de Conservadores de Museos, jubilado en 2011. Desde 2014 es Presidente de la Asociación de Amigos del Museo de Santa Cruz ¡Vivo!.

## Biografía
Es hijo del farmacéutico jienense Antonio García Berro (Jaén, 1911-2011) y de Amparo Serrano Dorado (Jaén, 1913-2004) y nieto del médico cirujano Juan García Jiménez y del doctor en Medicina y Cirugía Manuel Serrano Piqueras (1878-1972).
Tras estudiar por libre el bachillerato elemental en Jaén, en cuyo examen de ingresó obtuvo matrícula de honor, y el bachillerato superior en el Instituto Virgen del Carmen de Jaén, el selectivo en Pamplona, cursó en Granada la carrera de Filosofía y Letras en tres años, en lugar de cinco, presentando en 1967 la memoria de licenciatura, ”Introducción a la carta arqueológica de la provincia de Jaén”, dirigida por Antonio Arribas Palau. 
Comenzó su carrera docente en la Universidad de Granada, como profesor ayudante de Prehistoria y Etnología (1965-1968). En 1968 se trasladó a Pamplona para incorporarse al claustro de la Universidad de Navarra, primero como profesor ayudante de Prehistoria y Etnología y posteriormente como profesor adjunto de Prehistoria y Etnología (1969-1974), y secretario de la cátedra de Musicología (1968-1974), donde se realizaron actividades pioneras de difusión de todo tipo de música.
El 22 de octubre de 1969 obtuvo el doctorado en Filosofía y Letras (Sección de Historia) por la Universidad de Granada con la tesis doctoral La carta arqueológica de la provincia de Jaén y durante varios años participó en excavaciones arqueológicas en Almuñécar, Galera, Orce, Busquístar, Herramélluri, Mendavia, Moraleda de Zafayona, y Carranque.
De 1974 a 1976 ocupó la Dirección interina del Museo provincial de Ciudad Real. En 1976 ganó las oposiciones al Cuerpo Facultativo de Conservadores de Museos, siendo destinado ya con la plaza en propiedad, como Director del Museo de Ciudad Real en 1976, actividad que compaginó con la de Profesor Adjunto de Prehistoria y Etnología en el Colegio Universitario de esta ciudad dese su inicio en 1974, adscrito a la Universidad Complutense de Madrid, hasta 1983. A pesar de la escasez de medios del Museo, se organizaron conferencias y actos de todos los temas que interesan al ser humano, arte, política, música, sociología, traducción, lenguas, etc.
Se trasladó a Toledo al ser nombrado director general de Bellas Artes del primer gobierno de la Junta de Comunidades de Castilla-La Mancha el 21 de junio de 1983. Entre las actividades señaladas de su gestión se encuentra la organización del I Congreso de Historia de Castilla-La Mancha.
Año y medio después, ocupó durante unos meses la Jefatura de Servicio de la citada Dirección General, y se incorporó como Conservador al Museo de Santa Cruz de Toledo el 18 de junio de 1985. El 1 de mayo de 1987 fue nombrado Director del Museo de Santa Cruz y sus cinco Filiales: Museo Taller del Moro, Museo de los Concilios y la Cultura Visigoda, Museo de Arte Contemporáneo de Toledo, Museo de cerámica Ruiz de Luna (Talavera de la Reina) y Museo de Dulcinea (El Toboso). Ocupó la dirección del Museo durante veinte años, a excepción de un ínterin de año y medio entre 1989 y 1990, en que fue nombrado Subdirector General de Museos Estatales del Ministerio de Cultura en Madrid. 
Desde 1994 hasta 2008 compaginó su labor en el Museo con la docencia, y fue Profesor Asociado de las asignaturas de Museología y Técnicas Artísticas y Restauración en el Departamento de Historia del Arte de la Facultad de Humanidades en Toledo de la Universidad de Castilla-La Mancha. Fue Profesor Asociado de Historia de la Ciudad y del Urbanismo (1994-2000). 
En 2008 fue nombrado Director del Museo del Traje - CIPE del Ministerio de Cultura en Madrid, donde desarrolló una imparable actividad, hasta septiembre de 2011, fecha de su jubilación.

## Cargos y responsabilidades
Ha sido Vocal de la Junta Superior de Museos del Ministerio de Cultura (1987-1995), y ha intervenido en la organización de exposiciones, siendo Co-Comisario de la muestra “500 años de cerámica de Talavera”. Muel, Zaragoza, otoño 2001, así como Comisario de la exposición “Arte en el Belén” en la Fundación Santillana, en Santillana del Mar (Navidad 2002), Co-Comisario de la exposición “Cerámica de Talavera: arte y patrimonio” en el Museo de Bellas Artes de Badajoz en 2003, Miembro del comité asesor de la exposición “Don Quijote. La sombra del caballero” en el Palacio del Infantado de Guadalajara, en 2005, y Comisario de la gran exposición temporal “Hispania Gothorum. San Ildefonso y el reino visigodo de Toledo” en las dos plantas del Museo de Santa Cruz de Toledo, de enero a julio de 2007, un gran suceso cultural en la historia de Toledo. 
Es miembro correspondiente del Instituto de Estudios Giennenses desde 1968, miembro fundador de la Asociación de Amigos del Museo de Santa Cruz, y miembro fundador de la Asociación profesional de Museólogos de España. Además de su larga trayectoria docente, ha impartido conferencias sobre historia, arte, museología, etnología etc, en diversos museos y Universidades españolas, entre otros sobre los fondos del Museo de Santa Cruz, El nuevo proyecto museográfico del Museo Casa de Dulcinea, Las colecciones como condicionante y como recurso, Iniciación a la Etnología Española, Cerámica en Arqueología, la documentación en los museos, etc. y ha dirigido varias Tesis y tesinas.
De 2002 a 2006 fue miembro del grupo de investigación HUM 524 “Arte e Historia. Patrimonio Hispanomusulmán en Al-Andalus”, de la Universidad de Granada.

## Obras y publicaciones
En su juventud firmaba como Rafael García de Serrano Berro.
Ha publicado decenas de artículos y libros, muchos de ellos recopilados en Dialnet. Entre ellos, destacamos las siguientes colaboraciones en obras corporativas:
- “Los museos de Castilla-La Mancha”, Ramón Tamames y Raúl Heras (Coords.), Enciclopedia de Castilla-La Mancha, vol. 7, (Arte coordinado por Clementina Díez de Baldeón García), 1999, pp. 213-237. ISBN: 849534307X, pp. 213-237.
- Un grupo unitario de estelas funerarias de época romana con centro en Aguilar de Codés, junto con Alejandro Marcos Pous, en la Segunda Semana Internacional de Antropología Vasca, 1973, ISBN: 8424800877, pp. 369-380.